# Desire (Toyah Willcox)
Desire è il secondo album in studio da solista della cantante britannica Toyah Willcox, pubblicato nel 1987.

## Tracce
Side 1
1. Echo Beach (Mark Gane) - 3:23 (Martha and the Muffins cover)
2. Moonlight Dancing (Toyah Willcox, Joel Bogen, Nick Graham) - 4:13
3. Revive the World (Willcox, Tony Geballe) - 3:28
4. The View (Willcox, Adrian Lee) - 3:45
5. Moon Migration (Willcox, Bruce Wooley) - 5:37

Side 2
1. Love's Unkind (Donna Summer, Giorgio Moroder, Pete Bellotte) - 3:11 (Donna Summer cover)
2. Dear Diary (Willcox, Simon Darlow) - 4:03
3. Deadly as a Woman (Willcox, Graham) - 4:00
4. Goodbye Baby (Willcox, Graham, Darlow) - 3:37
5. When a Woman Cries (Willcox) - 4:31
6. Desire (Willcox, Robert Fripp) - 4:04